# Residenzstadt

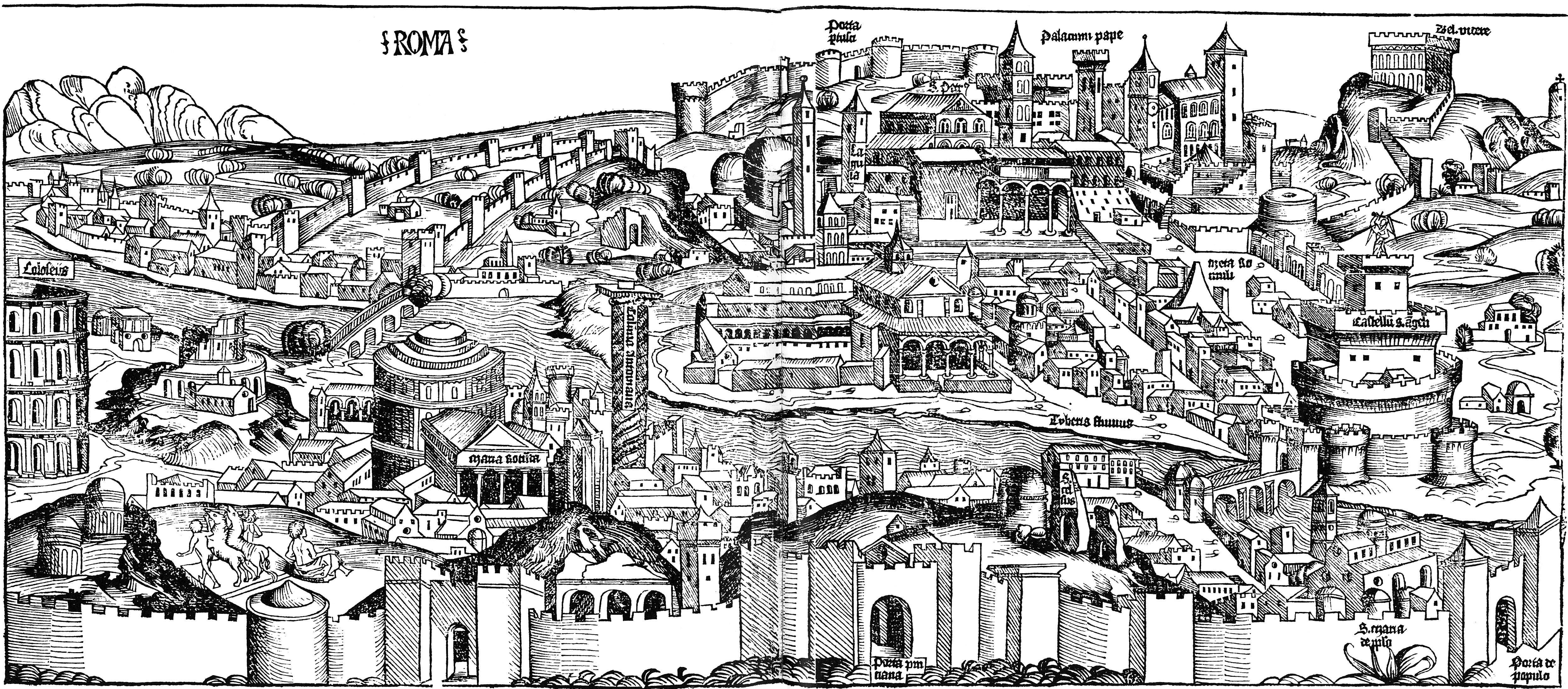
Roma aeterna, der Prototyp einer Residenzstadt, am Quirinal der päpstliche Sommerpalast (um 1493)

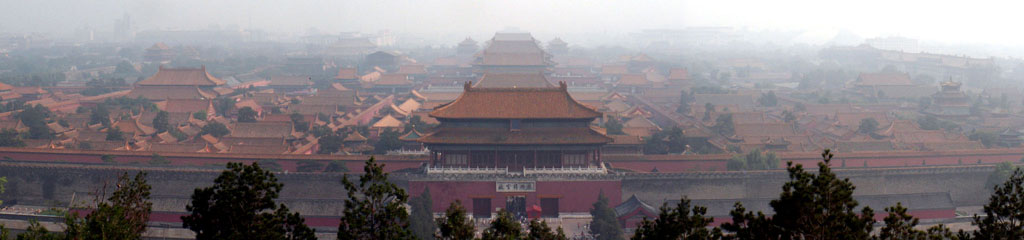
Beijing, mit der Verbotenen Stadt der Ming- und Qing-Kaiser

Versailles, Residenz der französischen Könige ab 1682 (planmäßig angelegte Stadt im rechten Bildviertel; links davon Schloss und Park)

Eine Residenzstadt ist ein urbanes Zentrum, das Sitz eines Monarchen oder Fürsten ist. Für die Aufrechterhaltung monarchischer Herrschaft musste die Macht gegenüber Untertanen und Gesandtschaften sichtbar werden. Diese Visualisierung von Macht spiegelt sich in der Architektur (beispielsweise in Form von Schlössern und öffentlich-repräsentativen Gebäuden), aber auch in symbolischen Handlungen wie Festen, Einzügen, Paraden und einem höfischen Zeremoniell wider. Eine Residenzstadt sollte die Ordnung und Dauerhaftigkeit der jeweiligen Herrschaft legitimieren.

## Bedeutung und Funktion
Die Bedeutung und Funktion der Residenzstadt wird bereits im Begriff selbst impliziert. Die Residenzstadt geht etymologisch auf den mittellateinischen Begriff Residentia zurück, was so viel wie Wohnsitz bedeutet. Das Wort Residentia hat wiederum seinen Ursprung im Verb residere, das mit dem Wort des Sitzen übersetzt werden kann. Mit der Residenzstadt ist also der Amtssitz eines Herrschers gemeint. Im Unterschied zur Hauptstadt muss die Residenzstadt jedoch nicht zwingend das unbestrittene politische, administrative, wissenschaftliche und kulturelle Zentrum eines Staates sein. Eine Residenzstadt zeichnet sich allein durch die Präsenz des Monarchen aus. Die Residenzstadt dient in erster Linie der Repräsentation von Macht. Wirtschaftlich können die Einwohner einer Residenzstadt vom Hof abhängig sein, ebenso kulturelle oder religiöse Institutionen. Die letztgenannten Merkmale stellen jedoch keine verpflichtenden Kriterien einer Residenzstadt dar.
Eine Residenzstadt zeichnet sich laut Marc von der Höh durch eine „permanente“ und „ortsfeste Hofhaltung“ in einer Stadt aus. Eine nur kurzzeitige Anwesenheit des Herrschers und Hofes wie beim Reisekönigtum genügt nicht, um den Ort als Residenzstadt zu klassifizieren. An Gebäuden muss sich ein „abgegrenzter“ Regierungssitz sowie Funktionsbauten für den Herrscher und seinen Hof herausgebildet haben. Auch in wirtschaftlicher, kultureller und sozialer Hinsicht müssen die Entwicklung von Stadt und Residenz eng miteinander verflochten sein.
Residenzstädte waren bzw. sind in allen Kulturen üblich von Rom über Konstantinopel/Byzanz, Bagdad bis zu den Kaiserstädten Chinas, Kyōto und Tokio in Japan und Städten wie Tenochtitlan in der neuen Welt. Diese waren meist Wohnsitz der Dynastie, wurden aber bei Übernahme oder Eroberung der Reiche vom neuen Machthaber übernommen, um Rechtmäßigkeit und Kontinuität und auch einen neu erworbenen höheren Rang auszudrücken. Die Verlagerung der Residenzstadt eines Reiches war – außer im alten China, wo es eine religiöse Motivation gab – meist eine Frage der herabstufenden Rangordnung der Territorien in einem Reich.
Im europäischen Mittelalter existierten noch keine ortsfesten Residenzen. Der Herrscher zog vielmehr von Hoflager zu Hoflager. Das herrschaftliche Gefolge, das für die Hofhaltung und Verwaltung eines Territoriums verantwortlich war, wurde in Burgen, Städten und bei Königen auch in sogenannten Pfalzen untergebracht. Der Hof zog umher, da an verschiedenen Orten die Naturalabgaben der Bauern und die Geld- und Steuerabgaben der Städte eingetrieben werden mussten. Auch die Huldigung der Stände und die Rechtsprechung mussten vor Ort geschehen. Die Weiterentwicklung des Städtewesens und der Aufstieg der frühkapitalistischen Geldwirtschaft schufen jedoch im Spätmittelalter und dem Beginn der Frühen Neuzeit Voraussetzungen für Residenzstädte wie Prag, Wien und Dresden. Neben der zunehmend im Tal gelegenen städtischen Hauptresidenz bildeten sich gelegentlich besuchte Sommerresidenzen wie Schloss Wilhelmsthal, Jagdschlösser wie Schloss Moritzburg und Landsitze wie Paretz im nahen Umland aus. Sowohl Sommer-, Jagd und Landresidenzen gehören nicht zu den Residenzstädten, da entweder eine urbane Siedlung fehlte oder die Anwesenheit des Herrschers von nur kurzzeitiger Dauer war.
Die neuen städtischen Residenzen lagen meist in den alten mittelalterlichen Hauptburgen der Städte (Hl. Römisches Reich: Hradschin in Prag, Wiener (Hof-)Burg; Frankreich: Louvre) oder in den innerstädtischen Palais (Stadthäusern) der Renaissancezeit.

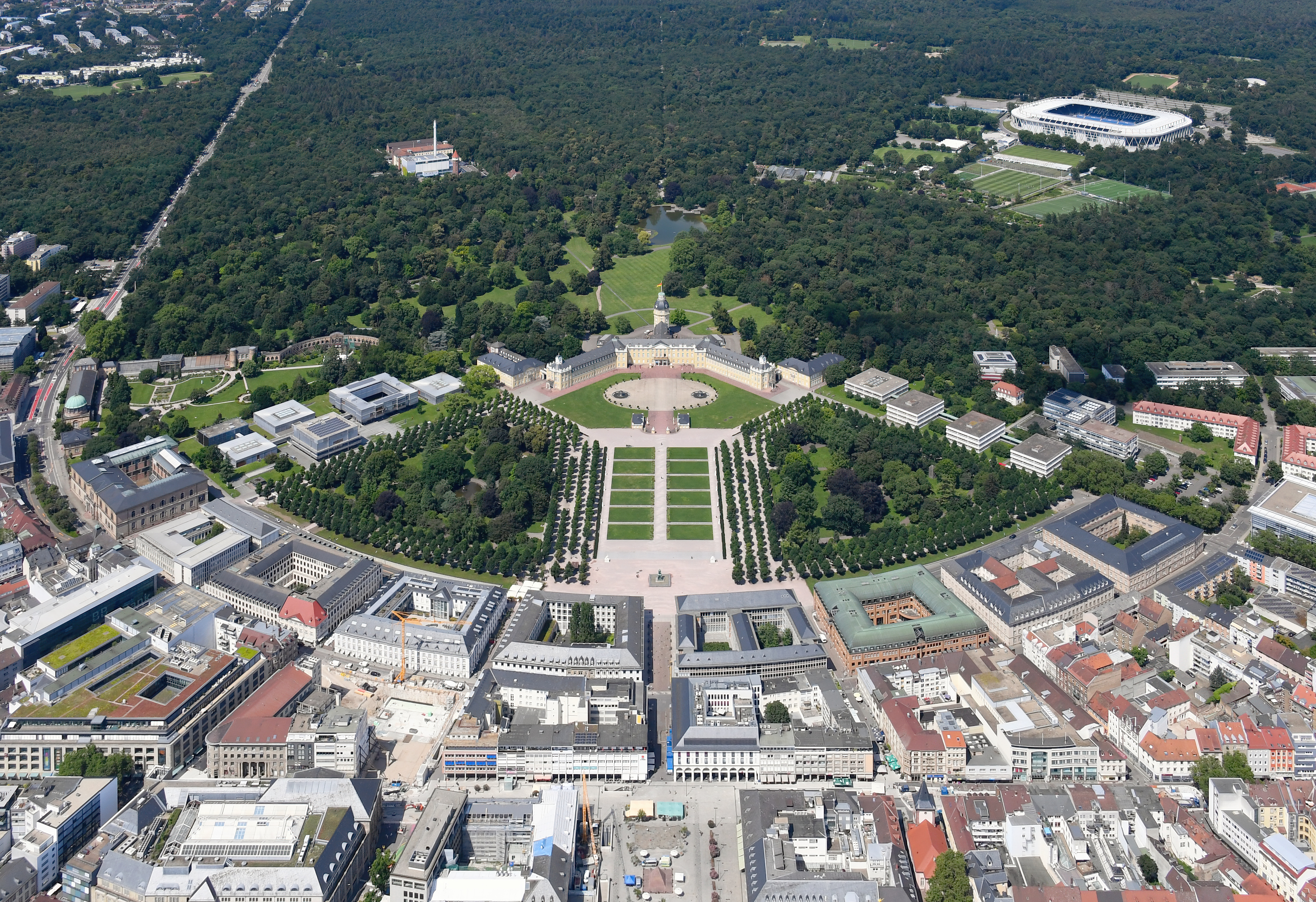
Der fächerförmige Grundriss von Karlsruhe mit Schloss im Zentrum

Im Zeitalter des Absolutismus, dem späten 17. und 18. Jahrhundert, verlegten viele Fürsten ihre Residenz vor die Tore ihrer alten Hauptstadt. Im Gegensatz zu den engen, häufig noch mittelalterlich geprägten Gassen der Städte musste auf dem Land keine Rücksicht auf die bestehende Bausubstanz genommen werden. Es war genügend Platz sowohl für die Anlegung großer Parkanlagen als auch für repräsentative Bauten vorhanden. Neue Vermessungsinstrumente ermöglichten einen planvoll, geordneten Ausbau der neuen Residenzstädte. Vorbild für alle europäischen Residenzstädte dieser Zeit wurde das vom französischen Sonnenkönig Ludwig XIV. initiierte Bauprogramm in Versailles bei Paris. Von Schloss Versailles verlaufen drei zentrale Straßen strahlenförmig in Richtung Stadt. Diese Anspielung auf die Sonne sollte ausdrücken, dass der Monarch im Zentrum des Staates steht. Der nach Regeln der Symmetrie, Axialität und Zentrierung entworfenen Stadtgrundriss von Versailles spiegelte den Anspruch des Herrschers wider, eine göttlich inspirierte Ordnung zu vertreten. Auch in Deutschland entstanden barocke Planstädte wie Karlsruhe, Ludwigsburg bei Stuttgart, Ludwigslust bei Schwerin und Potsdam bei Berlin.
Die Einwohner einer Residenzstadt entwickelten durch ihre relative Nähe zum Monarchen, seiner Regierung und Behörden häufig politisches Bewusstsein. Mit Demonstrationen, Massenversammlungen und Tumulten konnten sie aktiven Einfluss auf die Politik der Herrscher ausüben.

## Liste bedeutender Residenzstädte in Europa

### Ehemalige Monarchien

#### Deutschland
Eine Stadtkultur und somit auch ein urbaner Herrschaftssitz konnte sich auf dem Gebiet der heutigen Bundesrepublik Deutschland erst unter der Organisation des Römischen Reiches herausbilden. Die Voraussetzung hierfür schuf eine Umstrukturierung des Römisches Reiches unter Kaiser Diokletian (Regierungszeit: 284 bis 305 n. Chr.). Das von ihm begründete Regierungssystem der Tetrarchie teilte das Imperium in vier Herrschaftsbereiche auf. Jeder dieser vier Herrschaftsbereiche unterstand einem Kaiser. Kaiser Constantius I. bestimmte Trier zu seinem Regierungssitz. Von hier aus befand er sich gleichzeitig in sicherer Entfernung zur gefährdeten Rheingrenze, konnte diese aber auch schnell stabilisieren bzw. mit Feldzügen auf germanische Überfälle reagieren.
Nach dem Untergang des Römischen Reiches entwickelten sich Bischofsstädte wie Mainz und Köln zu urbanen Herrschaftssitzen. Der Grund hierfür war der Umstand, dass es den Bischöfen zunehmend gelang, geistliche und weltliche Ämter miteinander zu verbinden. Sie stiegen zu sogenannten Reichsfürsten auf. Im Unterschied zu Königen und anderen weltlichen Fürsten verfügten sie im Heiligen Römischen Reich über „ortsfeste Amtssitze“ und eine häufig bis in römische Zeit zurückgehende Verwaltungskonvention. Mit der Christianisierung breiteten sich bischöfliche Residenzstädte auch auf Gebiete aus, die nie Teil des Römischen Reiches gewesen waren.
Städte mit Königspfalzen wie Goslar oder Gelnhausen werden in der Regel nicht zu den Residenzstädten gezählt. Obwohl sich teilweise Aufenthalte über einen längeren Zeitraum nachweisen lassen, siedelten sich die Hofämter nicht dauerhaft an einem Ort an. Abgesehen von der Königspfalz selbst existierten meist kaum weitere repräsentative Herrschaftsbauten. Als eine Ausnahme kann lediglich Aachen unter Karl dem Großen angesehen werden. Ab 794 n. Chr. ließ der König Aachen zum politischen Mittelpunkt des Frankenreiches ausbauen. Verwaltung, Archiv, Hofschule und Hofbibliothek erhielten einen festen Sitz. Auf diese Weise ahmte Karl der Große die Hauptstadtfunktion des kaiserlichen Konstantinopels und des antiken Roms nach. Er unterstrich somit seinen Anspruch auf die Kaiserwürde. Die Nachfolger Karls des Großen setzten freilich die Tradition einer Residenz- und Hauptstadt nicht fort.
Da das Gebiet der heutigen Bundesrepublik Deutschland über Jahrhunderte in viele Einzelstaaten unterteilt war, gibt es in fast allen Regionen eine ungewöhnlich hohe Zahl an Residenzstädten. Die folgenden Karten zeigen die territoriale Entwicklung innerhalb des Heiligen Römischen Reiches Deutscher Nation, des Rheinbundes, des Deutschen Bundes, des Norddeutschen Bundes und des Deutschen Kaiserreiches bzw. dem Ende der Monarchie 1918 in Deutschland.

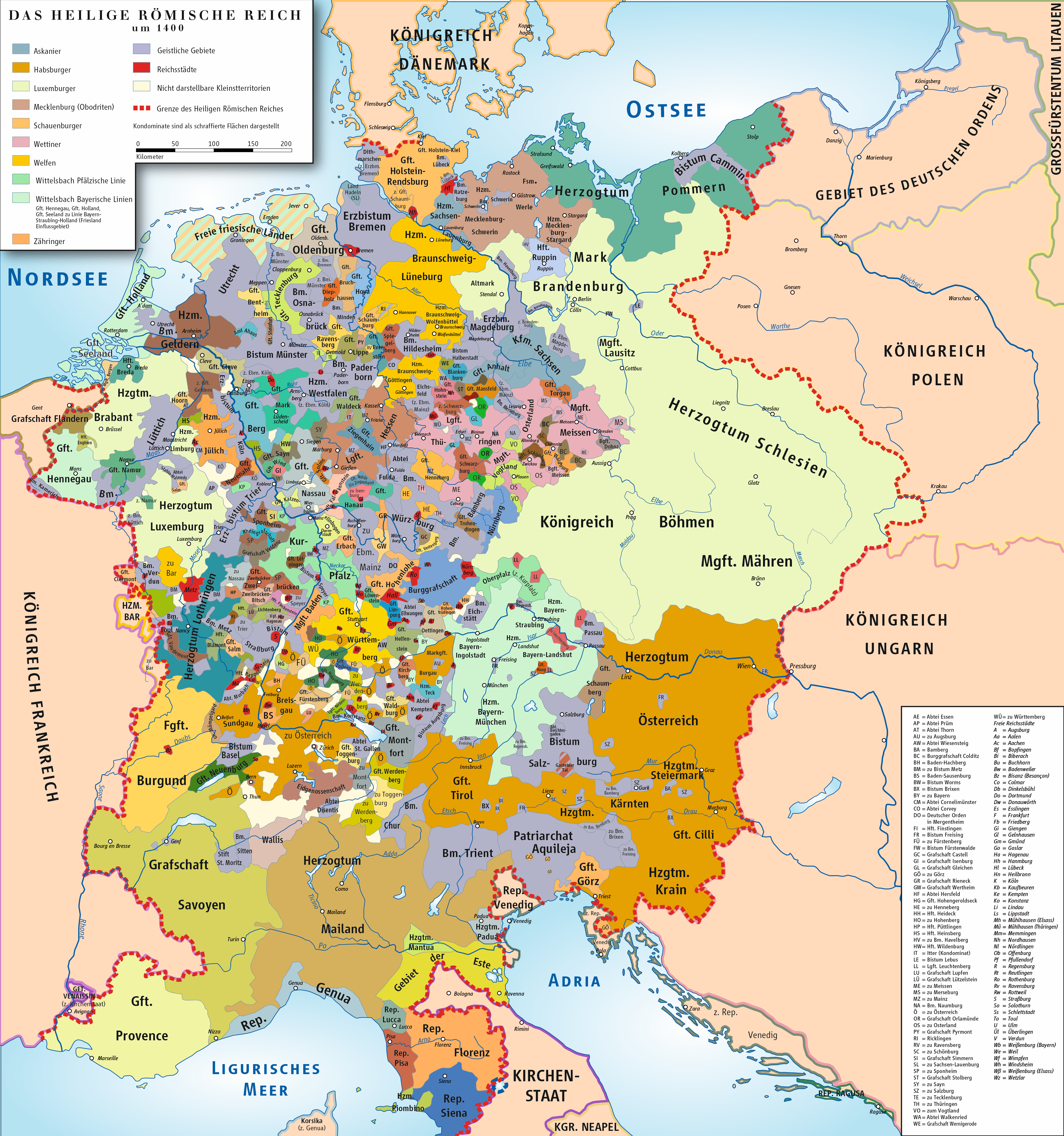
Das Heilige Römische Reich um 1400
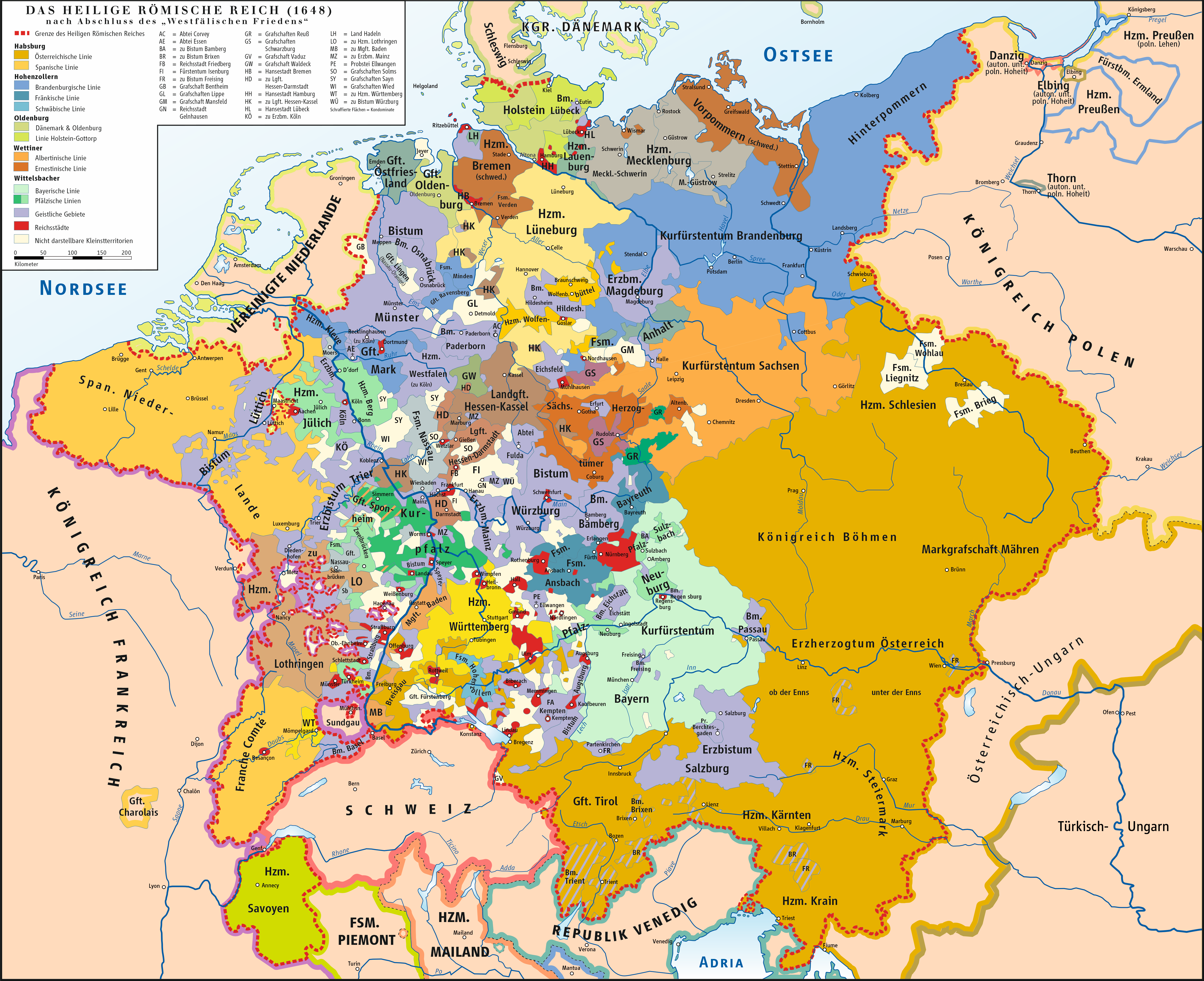
Das Heilige Römische Reich 1648 am Ende des Dreißigjährigen Krieges
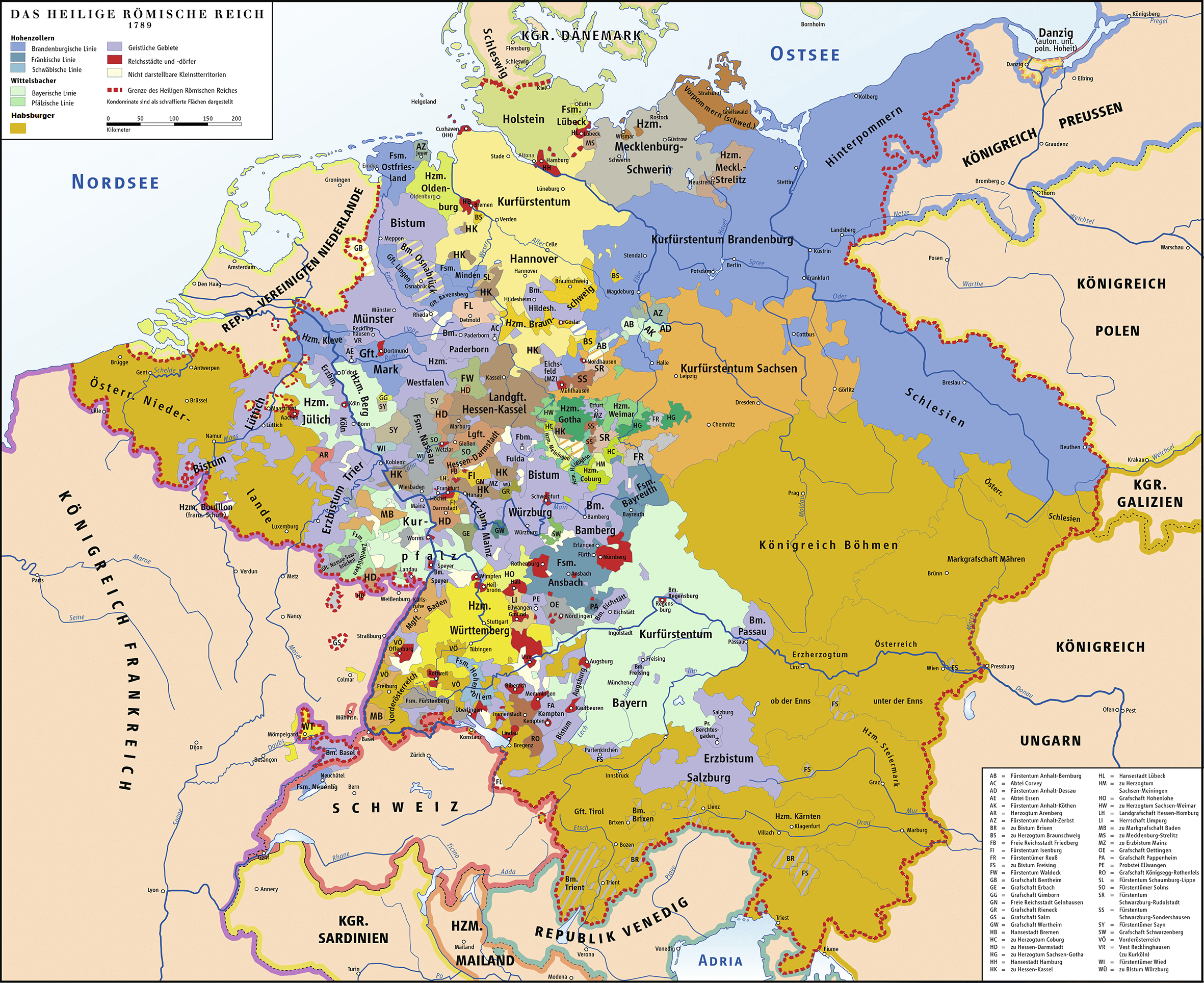
Das Heilige Römische Reich am Vorabend der Französischen Revolution 1789 (in lila geistliche Territorien, in rot die Reichsstädte)
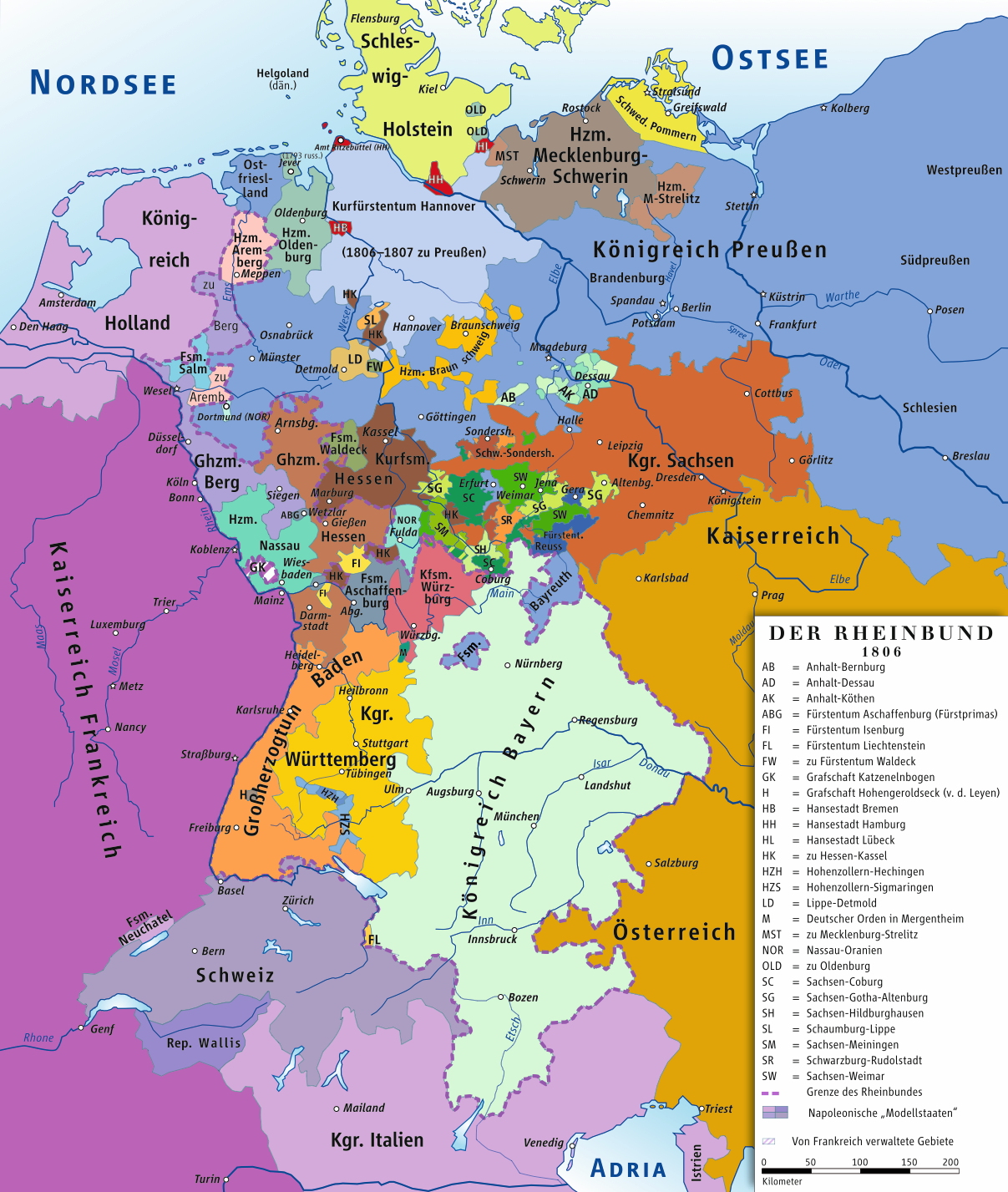
Der Rheinbund 1806
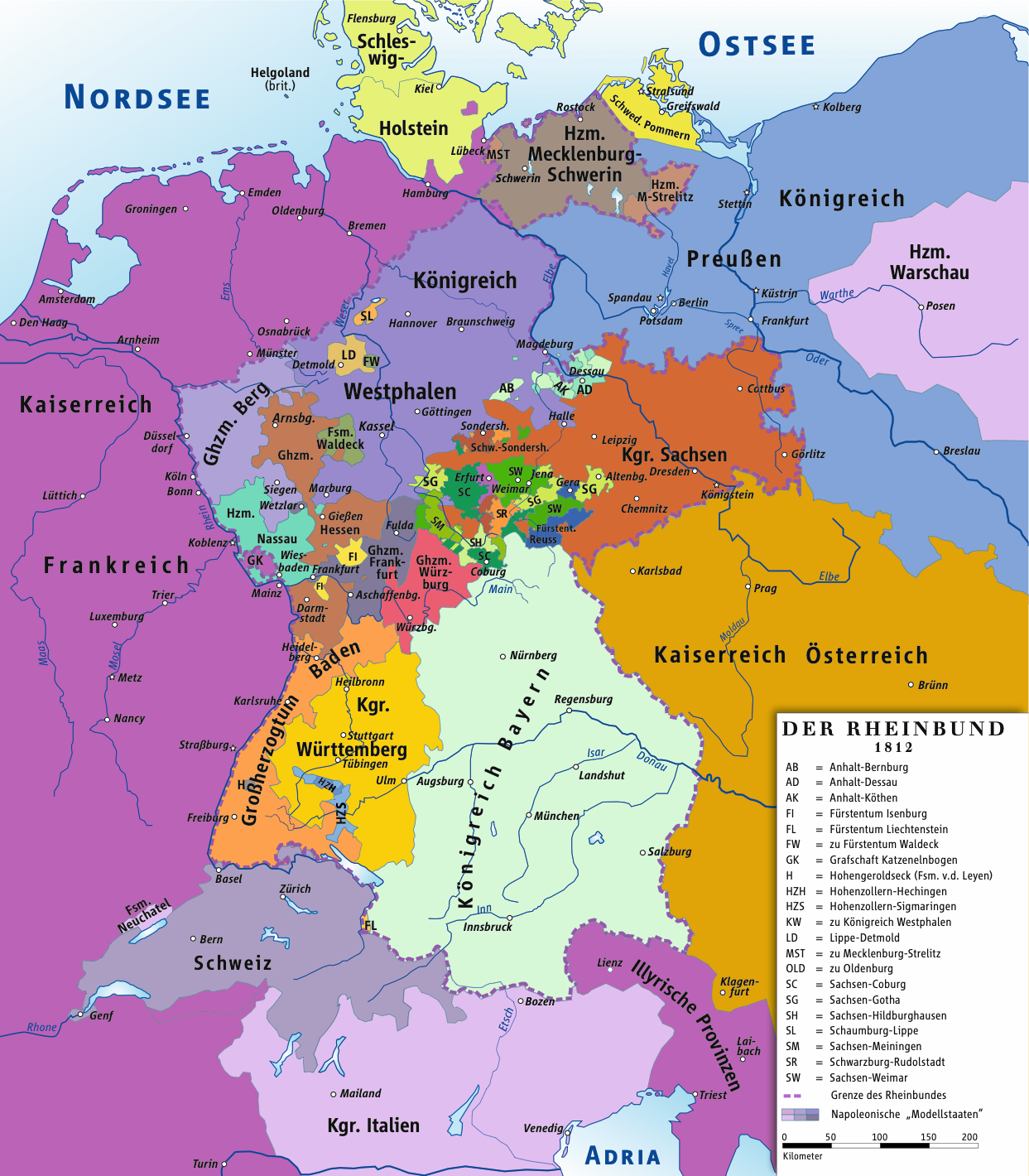
Rheinbund 1812
Deutscher Bund im Jahr 1815
Norddeutscher Bund in den Jahren von 1866–1871
Deutsches Kaiserreich (1871–1918)

| Berlin |

| München |

| Dresden |

| Stuttgart |

| Karlsruhe |

| Darmstadt |

| Schwerin |

| Neustrelitz |

| Oldenburg |

| Weimar |

| Dessau |

| Braunschweig |

| Altenburg |

| Coburg |

| Meiningen |

| Detmold |

| Greiz |

| Gera |

| Bückeburg |

| Rudolstadt |

| Sondershausen |

| Arolsen |

| Zeitraum                                          | Stadtname                     | Beschreibung | Abbildung               |
| ------------------------------------------------- | ----------------------------- | --- | ----------------------- |
| 286 n. Chr. bis 392 n. Chr. (mit Unterbrechungen) | Trier bzw. Augusta Treverorum | Funktion: Sitz weströmischer Kaiser (z. B. Konstantin I., Konstantin II., Valentinian I., Gratian, Magnus Maximus) erhaltene Bauwerke: Kaiserthermen, Konstantinbasilika und Amphitheater Besonderheit: seit 1986 UNESCO-Weltkulturerbe Erläuterung: Wohl bereits unter Constantius Chlorus wurden die Grundlagen zur Schaffung eines ausgedehnten Palastbezirkes im nordöstlichen Bereich des Stadtgebietes gelegt. Frühere Wohnquartiere, die dort seit der mittleren Kaiserzeit bestanden hatten, wurden abgerissen. Ab 306 n. Chr. setzte Kaiser Konstantin I. das groß angelegte Bauprogramm seines Vorgängers fort: An der Südseite des Palastareals begannen die Arbeiten an einer der großen öffentlichen Badeanlage, den sogenannten Kaiserthermen. Rund 350 m nördlich der Kaiserthermen wurde die Palastaula (die sogenannte Basilika) als repräsentativer Kern des Palastbezirkes errichtet. Der etwa 67 m lange und 27 m breite Innenraum dieses kaiserlichen Thronsaals gilt als größter stützenloser Saalbau der Antike. Die vermutlich östlich an den Palast anschließende Circusanlage ließ Konstantin I. ausbauen. Als Spielstätte war sie gleichzeitig Ort kaiserlicher Repräsentation und integraler Bestandteil spätantiker Residenzstädte. |                         |
| ? – 1803                                          | Trier                         | Funktion: Sitz der Kurfürsten von Trier erhaltene Bauwerke: Trierer Dom, Kurfürstliche Palais und Konstantinbasilika |                         |
| ? – 1803                                          | Mainz                         | Funktion: Sitz der Kurfürsten von Mainz erhaltene Bauwerke: Kurfürstliches Schloss, Kurfürstlicher Marstall, Zitadelle Mainz, Mainzer Dom und Deutschhaus Mainz |                         |
| ? –?                                              | Köln                          | Funktion: Sitz der Kölner Kurfürsten |                         |
| 739–1803                                          | Passau                        | Funktion: Sitz des Fürstbischofs von Passau erhaltene Bauwerke: Veste Oberhaus, Dom St. Stephan, Fürstbischöfliche Opernhaus und Neue Residenz |                         |
| 742–1803                                          | Würzburg                      | Funktion: Sitz der Würzburger Bischöfe Besonderheit: Würzburger Residenz mit dem Hofgarten und dem Residenzplatz seit 1981 UNESCO-Weltkulturerbe erhaltene Bauwerke: Festung Marienberg, Würzburger Dom und Würzburger Residenz |                         |
| 765–855                                           | Aachen                        | Funktion: Aachener Königspfalz als Hauptaufenthaltsort Karls des Großen Besonderheit: Aachener Dom und Domschatz seit 1978 UNESCO-Weltkulturerbe erhaltene Bauwerke: Oktogon des Aachener Doms, Granusturm und Fundamentreste der Pfalz unter dem heutigen Aachener Rathaus |                         |
| 799–1802/1803                                     | Paderborn                     | Funktion: Sitz der Fürstbischöfe von Paderborn erhaltene Gebäude: Schloss Neuhaus |                         |
| 966–1803                                          | Quedlinburg                   | Funktion: 966–1803 als Sitz des Stiftes Quedlinburg Besonderheit: seit 1994 UNESCO-Weltkulturerbe erhaltene Bauwerke: Stiftskirche St. Servatius, Stiftsschloss Quedlinburg, Ruine der St.-Marien-Kirche |                         |
| 1007–1803:                                        | Bamberg                       | Funktion: Sitz des Bamberger Hochstifts Besonderheit: seit 1993 UNESCO-Weltkulturerbe erhaltene Bauwerke: Alte Hofhaltung, Neue Residenz und Bamberger Dom |                         |
| 11. Jh. bis 1806                                  | Diez                          | Funktion: Sitz der Grafen von Nassau-Diez erhaltene Bauwerke: Grafenschloss Diez, St. Maria und Schloss Oranienstein |                         |
| 11. Jh. bis 1503                                  | Burghausen                    | Funktion: Residenz der Herzöge von Niederbayern-Landshut |                         |
| ca. 1100–1231                                     | Kelheim                       | Funktion: Residenzstadt der Wittelsbacher |                         |
| 1119–1864                                         | Schleswig                     | Funktion: Sitz der Herzöge von Schleswig und der Herzöge von Schleswig-Holstein-Gottorf erhaltene Bauwerke: Schloss Gottorf |                         |
| 1131–1918                                         | Schwerin                      | Funktion: Hauptresidenz der Obotritenfürsten seit 1131, und der Herzöge und Großherzöge von Mecklenburg-Schwerin 1329–1918 erhaltene Bauwerke: Schweriner Schloss, Staatliches Museum (großherzogliche Kunstsammlung), Mecklenburgisches Staatstheater, Alte Palais, Marstall, Kollegiengebäude, Schweriner Schlossgarten |                         |
| 1142–1918 (mit Unterbrechungen)                   | Braunschweig                  | Funktion: Sitz des Herzogtums Sachsen (1142–1195) und des Fürstentums Braunschweig-Wolfenbüttel (1267/1269–1430) und des Fürstentums Braunschweig-Wolfenbüttel (1753–1807), Sitz des Herzogtums Braunschweig (1814–1918) erhaltene Bauwerke: Burg Dankwarderode, Braunschweiger Dom, Braunschweiger Burglöwe, Herzog Anton Ulrich-Museum und Braunschweiger Schloss |                         |
| 1152–1680                                         | Halle                         | Funktion: Residenz der Magdeburger Erzbischöfe und deren Administratoren |                         |
| 1153–1806                                         | Weikersheim                   | Funktion: Residenz der Herren von Hohenlohe, ab 1450 Grafen von Hohenlohe und ab 1744 Fürsten von Hohenlohe |                         |
| 1163–1718                                         | Weida                         | Funktion: Sitz der Vögte von Weida bzw. der Markgrafen von Meißen |                         |
| 1182–1720                                         | Heidelberg                    | Funktion. Sitz der pfälzischen Kurfürsten erhaltene Bauwerke: Heidelberger Schloss, Karlstor und Marstall |                         |
| 12. Jh. bis 1918                                  | Stuttgart                     | Funktion: Sitz der Grafen (12. Jh. bis 1495), danach der Herzöge (1495–1806) und der Könige von Württemberg (1806–1918) erhaltene Bauwerke: Altes Schloss, Neues Schloss, Schloss Solitude, Jubiläumssäule, Grabkapelle auf dem Württemberg, Alte Staatsgalerie, Schloss Rosenstein, Kronprinzenpalais, Villa Berg und Wilhelmspalais |                         |
| 12. Jh. bis 1793                                  | Saarbrücken                   | Funktion: Sitz der Grafen von Nassau-Saarbrücken |                         |
| 12. Jh. bis 1628/87                               | Büdingen                      | Funktion: Sitz der Herren von Büdingen, der Grafen von Ysenburg und Büdingen |                         |
| 12. Jh. bis 1726                                  | Dachau                        | Funktion: Residenz bayerischer Herzöge und Kurfürsten |                         |
| um 1200 bis 1816                                  | Ellwangen                     | Funktion. Sitz der Fürstpröpste von Ellwangen und später Friedrichs I. von Württemberg |                         |
| 1246–1787                                         | Tettnang                      | Funktion: Residenz der Grafen von Montfort |                         |
| 1255–1918                                         | München                       | Funktion: Residenz der bayerischen Herzöge, Kurfürsten und Könige (1255–1918) erhaltene Bauwerke: Schloss Nymphenburg, Hofgarten, Münchner Residenz, Mariensäule, Alte Pinakothek, Alter Hof, Feldherrnhalle, Siegestor, Staatsbibliothek, Glyptothek, Propyläen, Antikensammlung, Ruhmeshalle, Cuvilliés-Theater, Schloss Blutenburg, Alte Münze, Karmelitenkirche, Theatinerkirche und Schloss Fürstenried |                         |
| 1260–1422 und 1486–1547                           | Wittenberg                    | Funktion: Sitz der Kurfürsten von Sachsen-Wittenberg |                         |
| 1269–1378                                         | Lüneburg                      | Funktion: Sitz der Herzöge des Fürstentums Lüneburg |                         |
| ? –?                                              | Tangermünde                   | Funktion: Residenz der Kurfürsten von Brandenburg |                         |
| ab 1288 bis ?                                     | Bonn                          | Funktion: Residenz der Kurfürsten von Kurköln |                         |
| 1291–1596                                         | Einbeck                       | Funktion: Sitz der Fürsten von Grubenhagen |                         |
| 1306–1918                                         | Greiz                         | Funktion: Sitz der Grafen und Reichsfürsten von Reuß |                         |
| 1347–1480                                         | Eltville                      | Funktion: Residenzort der Kurfürsten von Kurmainz |                         |
| ? –?                                              | Putbus                        | Funktion: Residenz der historisch den Rüganer Fürsten gleichgestellten Herren zu Putbus ab 1810 |                         |
| 1355–1816                                         | Weilburg                      | Funktion: Sitz der Grafen, (Reichs-)Fürsten und Herzöge von Nassau-Weilburg und später vom Herzogtum Nassau |                         |
| um 1380–1716                                      | Düsseldorf                    | Funktion: Sitz der Herzöge von Jülich-Berg (ab etwa 1380), der Herzöge von Jülich-Kleve-Berg (1521–1609), des Pfalzgrafen Wolfgang Wilhelm (1614–1653), der Pfalzgrafen und Kurfürsten Philipp Wilhelm (1653–1690) und Johann Wilhelm (1690–1716) |                         |
| 1390–1918                                         | Lichtenstein                  | Funktion: Residenz der Grafen, Herzöge und Könige von Württemberg |                         |
| 1396–1918                                         | Dessau                        | Funktion: Sitz der Fürsten von Anhalt-Dessau |                         |
| 1417–1813                                         | Kleve                         | Funktion: Sitz der Herzöge von Kleve |                         |
| 1430–1753                                         | Wolfenbüttel                  | Funktion: Sitz der Herzöge des Fürstentums Braunschweig-Wolfenbüttel |                         |
| 1433–1705                                         | Celle                         | Funktion: Residenz der Herzöge des Fürstentums Lüneburg |                         |
| 1436–1866                                         | Hanau                         | Funktion: Residenz der Grafen von Hanau, Hanau-Münzenberg und Hanau-Lichtenberg, ab 1736 Nebenresidenz der Landgrafen bzw. Kurfürsten von Hessen-Kassel Bauwerke: Stadtschloss Hanau, Schloss Philippsruhe |                         |
| 1443–1482                                         | Bad Urach                     | Funktion: Residenz der Herzöge von Württemberg-Urach Bauwerke: Schloss Urach, St. Amandus, Haus am Gorisbrunnen (Unterkunft für Gäste des Hofes) und Marktbrunnen |                         |
| 1448–1918                                         | Berlin-Cölln/Berlin           | Funktion: Residenzstadt der brandenburgischen Markgrafen und Kurfürsten, seit 1701/1772 Könige in/von Preußen, der Kaiser des Deutschen Reichs (1871–1918) Bauwerke: Stadtschloss, Schlossplatz, Schloss Charlottenburg, Mausoleum im Schlosspark Charlottenburg, Kronprinzenpalais, Schloss Friedrichsfelde, Schloss Glienicke, Schloss Schönhausen, Schloss auf der Pfaueninsel, Brandenburger Tor, Zeughaus, Berliner Dom, Museumsinsel, Nationaldenkmal für die Befreiungskriege, Belvedere, Neue Wache, Schauspielhaus, Staatsoper, St. Hedwigs-Kathedrale, Königliche Bibliothek |                         |
| 1470–1793                                         | Zweibrücken                   | Funktion: Sitz der Herzöge von Pfalz-Zweibrücken |                         |
| 1483–1601                                         | Torgau                        | Funktion: Residenzstadt der sächsischen Kurfürsten |                         |
| 1485–1918                                         | Dresden                       | Funktion: Sitz der Kurfürsten und Könige von Sachsen Bauwerke: Residenzschloss, Goldener Reiter, Japanische Palais, Schloss Pillnitz, Zwinger (Dresden), Großer Garten (Dresden), Katholische Hofkirche, Palais Brühl-Marcolini, Stallhof, Königlich Sächsische Hoftheater und Coselpalais |                         |
| 1491–1581                                         | Römhild                       | Funktion: Sitz der Grafen von Henneberg-Römhild |                         |
| 1505–1742                                         | Neuburg                       | Funktion: Residenzstadt von Pfalz-Neuburg |                         |
| 1514–1545                                         | Landshut                      | Funktion: Residenzstadt des bayerischen Herzoges Ludwig X. |                         |
| 1526/27–1809                                      | Mergentheim                   | Funktion: Sitz des Hochmeisters des Deutschen Ordens |                         |
| 1526–1803                                         | Meersburg                     | Funktion: Sitz der Fürstbischöfe von Konstanz |                         |
| 1528–1918                                         | Detmold                       | Funktion: Sitz der (Reichs-)Grafen und Fürsten von Lippe |                         |
| 1541–1803                                         | Aschaffenburg                 | Funktion: Zweitresidenz der Kurfürsten von Kurmainz |                         |
| 1552–1918                                         | Weimar                        | Funktion: Sitz der Herzöge von Sachsen-Weimar, später von Sachsen-Weimar-Eisenach |                         |
| 1556–1695                                         | Güstrow                       | Funktion: Sitz der Herzöge von Mecklenburg |                         |
| 1561–1761                                         | Plön                          | Funktion: Sitz der Herzöge von Schleswig-Holstein-Sonderburg-Plön |                         |
| 1564–1802                                         | Gera                          | Funktion: Hauptstadt des Fürstentumes Reuß jüngerer Linie |                         |
| 1565–1718                                         | Durlach                       | Funktion: Residenz der Markgrafen von Baden-Durlach. Erhaltene Bauwerke: Schloss Karlsburg |                         |
| 1567–1866                                         | Kassel                        | Funktion: Sitz der Landgrafen von Hessen-Kassel (1567–1803) und der Kurfürsten von Hessen (1803–1866) |                         |
| 1567–1918                                         | Darmstadt                     | Funktion: Sitz der Landgrafen von Hessen-Darmstadt (1567–1806) und der Großherzöge von Hessen (1806–1918) Bauwerke: Residenzschloss, Künstlerkolonie Mathildenhöhe, Ludwigsmonument, Hessisches Landesmuseum |                         |
| 1567–1604                                         | Marburg                       | Funktion: Sitz der Landgrafen von Hessen-Marburg |                         |
| 1567–1583                                         | St. Goar                      | Funktion: Sitz der Landgrafen von Hessen-Rheinfels |                         |
| 1586–1918                                         | Coburg                        | Funktion: Sitz des Herzogtums Sachsen-Coburg und Gotha und den Coburger Herzögen Erhaltene Bauwerke: Veste Coburg, Schloss Ehrenburg, Schlossplatz, Schloss Callenberg, Herzögliches Hoftheater, Kanzleigebäude, Schloss Rosenau, Hofgarten, Reithalle, Marstall, Palais Edinburgh |                         |
| 1596–1918                                         | Eisenach                      | Funktion: Hauptstadt von Sachsen-Eisenach bis 1741, danach Nebenresidenz von Sachsen-Weimar-Eisenach bis 1918 |                         |
| 1597–1794 (offiziell)                             | Bonn                          | Funktion: Residenz der Kurfürsten von Kurköln |                         |
| 1599–1918                                         | Sondershausen                 | Funktion: Hauptstadt des Fürstentums Schwarzburg-Sondershausen |                         |
| 1599–1918                                         | Rudolstadt                    | Funktion: Residenz des Fürstentums Schwarzburg-Rudolstadt |                         |
| 1603–1918                                         | Altenburg                     | Funktion: Hauptstadt des Herzogtums Sachsen-Altenburg (1603–1672 und 1826–1918) |                         |
| 1603–1806                                         | Bayreuth                      | Funktion: Residenz der Markgrafen von Brandenburg-Bayreuth |                         |
| 1609–1643                                         | Butzbach                      | Funktion: Residenz des Landgrafen Philipp III. von Hessen-Butzbach |                         |
| 1616 bis Anfang 18. Jh.                           | Oberschleißheim               | Funktion: Residenz der bayerischen Kurfürsten |                         |
| 1623–1849                                         | Sigmaringen                   | Funktion: Residenz der Fürsten von Hohenzollern-Sigmaringen |                         |
| 1623–1850                                         | Hechingen                     | Funktion: Residenz der Fürsten von Hohenzollern-Hechingen |                         |
| 1629–1786                                         | Ehrenbreitstein               | Funktion: Residenz des Trierer Kurfürsten |                         |
| 1631–1815                                         | Offenbach am Main             | Funktion: Sitz der Grafen von Isenburg-Offenbach (1631–1685), Isenburg-Birstein (1685–1806, seit 1744 Fürsten) und des souveränen Rheinbund-Fürsten zu Isenburg (1806–1815) |                         |
| 1636–1866                                         | Hannover                      | Funktion: Sitz des Fürstentums Calenberg-Göttingen (1636–1692), des Kurfürstentums Braunschweig-Lüneburg (1692–1814) und des Königreichs Hannover (1814–1866) |                         |
| 1640–1918                                         | Gotha                         | Funktion: Sitz der Herzöge von Sachsen-Gotha (seit 1826 in Personalunion mit Sachsen-Coburg) |                         |
| 1647–1918                                         | Bückeburg                     | Funktion: Sitz der Grafen und Fürsten von Schaumburg-Lippe |                         |
| 1652–1802                                         | Oranienburg                   | Funktion: Residenz der brandenburgischen Markgrafen und Kurfürsten, seit 1701/1772 Könige in/von Preußen |                         |
| 1655–1918                                         | Arolsen                       | Funktion: Residenz der Grafen und Fürsten von Waldeck-Pyrmont |                         |
| 1656/57–1718                                      | Zeitz                         | Funktion: Residenz der Herzöge von Sachsen-Zeitz |                         |
| 1660–1918                                         | Potsdam                       | Funktion: Residenz der Kurfürsten von Brandenburg, Könige in/von Preußen (1701–1918), Residenz der Deutschen Kaiser von 1871 bis 1918 erhaltene Gebäude: Jagdschloss Stern, Holländisches Viertel, Stadtschloss, Schloss Sanssouci, Bildergalerie, Chinesisches Haus, Alter Markt, Neuer Markt, Historische Mühle von Sanssouci, Belvedere auf dem Klausberg, Neue Palais, Brandenburger Tor, Marmorpalais, Neuer Garten, Schloss Charlottenhof, Römische Bäder, Friedenskirche, Ruinenberg, Drachenhaus, Dampfmaschinenhaus, Dampfmaschinenhaus, Alte Rathaus, St. Nikolai, Belvedere, Gotische Bibliothek, Meierei im Neuen Garten, Muschelgrotte im Neuen Garten, Einsiedelei am Potsdamer Jungfernsee, Schloss Cecilienhof, Park Babelsberg, Schloss Babelsberg, Schloss Sacrow, Pomonatempel, Schloss Lindstedt und Marstall des Stadtschlosses |                         |
| 1680–1918                                         | Meiningen                     | Funktion: Sitz der Herzöge von Sachsen-Meiningen (darunter Herzog Georg II./Theaterreform) erhaltene Bauwerke: Residenzschloss Schloss Elisabethenburg, Marstall, Reithalle, Großes Palais, Kleines Palais, Schloss Landsberg, Meierei am Landsberg, Meininger Staatstheater, Palais am Prinzenberg und Herzogliche Gruftkapelle |                         |
| 1682–1918                                         | Königs Wusterhausen           | Funktion: Sommerresidenz der brandenburgischen Markgrafen und Kurfürsten, seit 1701/1772 Könige in/von Preußen, der Kaiser des Deutschen Reichs (1871–1918) |                         |
| 1684–1826                                         | Hildburghausen                | Funktion: Sitz der Herzöge von Sachsen-Hildburghausen |                         |
| 1684–1710                                         | Römhild                       | Funktion: Sitz des Herzogs von Sachsen-Römhild |                         |
| 1687–1806                                         | Büdingen                      | Funktion: Residenz der Grafschaft von Ysenburg und Büdingen in Büdingen |                         |
| 1687–1806                                         | Meerholz                      | Funktion: Sitz der Grafen von „Ysenburg und Büdingen in Meerholz“ |                         |
| 1687–1724                                         | Marienborn                    | Funktion: Sitz der Grafen von „Ysenburg und Büdingen in Marienborn“ |                         |
| 1687–1806                                         | Wächtersbach                  | Funktion: Sitz der „Grafen von Ysenburg und Büdingen in Wächtersbach“ |                         |
| 1688–1806                                         | Bartenstein (Schrozberg)      | Funktion: Residenz der Grafen und späteren Fürsten zu Hohenlohe-Bartenstein mitsamt Hofstaat. Besonderheit: Wahrscheinlich kleinste planmäßig angelegte und in sich geschlossene, ländliche Residenzstadt mit Schloss und Beamtenhäusern der Barockzeit in Deutschland. Der historische Ortskern und barocke Gesamteindruck ist weitestgehend erhalten und steht unter Gesamtanlagenschutz. | Stadtanlage Bartenstein |
| 1689 bis Ende des 18. Jh.                         | Schwedt                       | Funktion: Residenzstadt von Brandenburg-Schwedt |                         |
| 1705–1771                                         | Rastatt                       | Funktion:Residenzstadt der Markgrafschaft Baden-Baden Besonderheit: wegen der Zerstörung der Residenzstadt Baden-Baden im Pfälzischen Erbfolgekrieg Verlegung der Residenz unter Markgraf Ludwig Wilhelm nach Rastatt, älteste Barockresidenz am Oberrhein, planmäßig ausgebaut. Erhaltene Bauwerke: Residenzschloss Rastatt, Schloss Favorite, Einsiedelner Kapelle, Pagodenburg und Rossi-Haus |                         |
| 1709–1816                                         | Ludwigsburg                   | Funktion: Neugründung, abwechselnd mit Stuttgart Residenz von Württemberg Besonderheit: am Reißbrett geplante Stadtanlage Erhaltene Bauwerke: Residenzschloss Ludwigsburg als größtes unzerstörtes Barockschloss Deutschlands, Jagd- und Lustschloss Favorite, Schloss Monrepos, Marktbrunnen, Waldhorn, Schlosstheater und Stadtkirche Ludwigsburg |                         |
| 1715–1918                                         | Karlsruhe                     | Funktion: Residenz der Markgrafschaft Baden-Durlach, ab 1771 der Markgrafschaft Baden, 1806–1918 des Großherzogtums Baden Erhaltene Bauwerke: Schloss Karlsruhe, Schlossgarten, Schlossplatz Karlsruhe, Schwedenpalais, Karlsruher Pyramide, Evangelische Stadtkirche, Markgräfliches Palais und das Fasanenschlösschen |                         |
| 1720–1778                                         | Mannheim                      | Funktion: Sitz der pfälzischen Kurfürsten |                         |
| 1720–1803                                         | Bruchsal                      | Funktion: Residenz der Fürstbischöfe von Speyer |                         |
| 1725–1801                                         | Brühl                         | Funktion: Sommerresidenz der Fürstbischöfe von Köln |                         |
| 1733–1918                                         | Neustrelitz                   | Funktion: Hauptresidenz von Mecklenburg-Strelitz |                         |
| 1736–1802                                         | Rheinsberg                    | Funktion: Residenz der Könige in/von Preußen |                         |
| 1742–1803                                         | Schwetzingen                  | Funktion: Sommerresidenz der Kurpfalz |                         |
| 1744–1841                                         | Biebrich                      | Funktion: Residenz der Herzöge von Nassau, ab 1817 Sitz der Herzöge |                         |
| 1765–1837                                         | Ludwigslust                   | Funktion: Sitz der Herzöge von Mecklenburg-Schwerin Bauwerke: Schloss Ludwigslust, Hofkirche, Helenen-Paulownen-Mausoleum, Louisen-Mausoleum, St. Helena und Andreas, Ludwigsluster Kanal |                         |
| 1768–1806                                         | Bad Homburg vor der Höhe      | Funktion: Residenz der Landgrafschaft Hessen-Homburg |                         |
| 1769–1817                                         | Wörlitz                       | Funktion: Residenz von Leopold III. Friedrich Franz von Anhalt–Dessau |                         |
| 1773–1775                                         | Blieskastel                   | unter Franz Carl von der Leyen | Bild gesucht            |
| 1774–1918                                         | Oldenburg                     | Funktion: Sitz Herzöge (1774–1810) und Großherzöge (1815–1918) von Oldenburg |                         |
| 1786–1803                                         | Trier                         | Funktion: Sitz der Trierer Kurfürsten |                         |
| 1786–1794                                         | Koblenz                       | Funktion: Sitz der Trierer Kurfürsten | Bild gesucht            |
| 1806–1813                                         | Düsseldorf                    | Funktion: Sitz der Großherzöge von Berg |                         |
| 1815–1866                                         | Bad Homburg vor der Höhe      | Funktion: Residenz der Landgrafschaft Hessen-Homburg |                         |
| 1841–1866                                         | Wiesbaden                     | Funktion: Sitz der Herzöge von Nassau |                         |
| 1102–1721                                         | Idstein                       | Funktion: Mit Unterbrechungen Residenz der Grafen von Nassau-Idstein und anderer nassauischer Linien |                         |
| 1398–1791                                         | Ansbach                       | Funktion: Residenz der Markgrafen von Brandenburg-Ansbach |                         |

#### Österreich
| Zeitraum                | Stadtname | Beschreibung | Abbildung |
| ----------------------- | --------- | --- | --------- |
| Anfang 10. Jh. bis 1246 | Steyr     | Funktion: Sitz der Herzöge von Österreich unter den Babenbergern |           |
| 1278–1918               | Wien      | Funktion: Residenz des Römisch-deutschen Kaisers (1278–1806, mit Unterbrechungen), des österreichischen Kaisers (1804–1867, 1867–1918), des apostolischen Königs von Ungarn (1867–1918), sowie der Erzherzöge von Österreich |           |
| 1379–1619               | Graz      | Funktion: Residenzstadt von Innerösterreich |           |
| 1410–1665               | Innsbruck | Funktion: Residenzstadt von Oberösterreich |           |
| 696–1805                | Salzburg  | Funktion: Residenz der Fürsterzbischöfe, dann kurzfristig Kurfürstensitz |           |

#### Frankreich
| Zeitraum                                   | Stadtname             | Beschreibung | Abbildung |
| ------------------------------------------ | --------------------- | --- | --------- |
| 4. Jh. bis 1444 1681–1789, 1889–1918       | Straßburg             | Funktion: Hauptstadt der Fürstbischöfe von Straßburg und später kurzzeitige Residenz Kaiser Wilhelms II. erhaltene Gebäude: Palais Rohan, Straßburger Münster und Palais du Rhin |           |
| 0843–1661, 1789–1792, 1799–1848, 1852–1870 | Paris                 | Funktion: Hauptstadt der westfränkischen und später französischen Könige/Kaiser erhaltene Gebäude: Conciergerie, Louvre, Palais du Luxembourg, Jardin des Tuileries, Palais Royal, Hôtel Beauharnais, Schloss Vincennes, Chapelle expiatoire, Sainte-Chapelle, Place des Victoires, Place Vendôme, Place de la Concorde, Champs-Élysées, Porte Saint-Denis, Hôtel des Invalides, Invalidendom, Pariser Observatorium und Panthéon, |           |
| 0843–1789, 1804–1848, 1852–1870            | Compiegne             | Funktion: Residenz der der westfränkischen und später französischen Könige/Kaiser |           |
| 1417–1789                                  | Saverne               | Funktion: Residenz der Fürstbischöfe von Straßburg |           |
| 1483–1563                                  | Amboise               | Funktion: Residenz der französischen Könige |           |
| 1498–1589                                  | Blois                 | Funktion: Residenz der französischen Könige |           |
| 1528–1789, 1804–1848, 1852–1870            | Fontainebleau         | Funktion: Residenz der französischen Könige und Kaiser |           |
| 1661–1682                                  | Saint-Germain-en-Laye | Funktion: zeitweilige Hauptstadt unter Ludwig XIV. |           |
| 1682–1789                                  | Versailles            | Funktion: Residenz der französischen Könige Ludwig XIV., Ludwig XV. und Ludwig XVI. Besonderheit: Höhepunkt der Barockarchitektur, Vorbild für die Fürstenhöfe Europas Status: seit 1979 Weltkulturerbe der UNESCO erhaltene Bauwerke: Schloss Versailles, Petit Trianon, Grand Trianon, Hameau de la Reine, Kathedrale Saint-Louis und Place d’Armes                                                                              |           |
| 1828–1848                                  | Eu                    | Funktion: Residenz von Louis-Philippe I. |           |

#### Italien
| Zeitraum                   | Stadtname | Beschreibung                                                        | Abbildung |
| -------------------------- | --------- | ------------------------------------------------------------------- | --------- |
| 27 v. Chr. bis 402 n. Chr. | Rom       | Funktion: Hauptresidenz der römischen Kaiser                        |           |
| 402–476                    | Ravenna   | Funktion: Hauptresidenz der weströmischen Kaiser                    |           |
| 493–552                    | Ravenna   | Funktion: Residenz der ostgotischen Könige                          |           |
| 572–774                    | Pavia     | Funktion: Sitz der langobardischen Könige                           |           |
| 697–1797                   | Venedig   | Funktion: Sitz der Dogen der Republik Venedig                       |           |
| 831–1053                   | Palermo   | Funktion: Residenz der Kalbiten-Dynastie als Emire von Sizilien     |           |
| 1071–1266                  | Palermo   | Funktion: Residenz des normannisch-staufischen Siziliens            |           |
| 1234–1631                  | Urbino    | Funktion: Residenz der Grafen und Herzöge von Urbino                |           |
| 1264 – 1597                | Ferrara   | Funktion: Sitz der Herzöge von Ferrara                              |           |
| 1266–1861                  | Neapel    | Funktion: Residenz der Könige von Neapel und Könige beider Sizilien |           |
| 1395–1535                  | Mailand   | Funktion: Sitz des Herzogs von Mailand                              |           |
| 1597–1796                  | Modena    | Funktion: Sitz der Herzöge von Modena                               |           |
| 1861–1864                  | Turin     | Funktion: Residenz des Königreichs Italien                          |           |
| 1864–1871                  | Florenz   | Funktion: Residenz des Königreichs Italien                          |           |
| 1871–1946                  | Rom       | Funktion: Residenz des Königreichs Italien                          |           |

#### Russland
| Zeitraum             | Stadtname        | Beschreibung                                              | Abbildung |
| -------------------- | ---------------- | --------------------------------------------------------- | --------- |
| 1340–1712, 1728–1730 | Moskau           | Funktion: Hauptstadt der Großfürsten von Moskau und Zaren |           |
| 1710–1917            | Puschkin         | Funktion: Sommerresidenz der Zaren                        |           |
| 1712–1721, 1730–1917 | Sankt Petersburg | Funktion: Hauptstadt der Zaren                            |           |
| 1723–1917            | Petershof        | Funktion: Nebenresidenz der Zaren                         |           |
| 1796–1917            | Pawlowsk         | Funktion: Nebenresidenz der Zaren                         |           |

#### Tschechien
| Zeitraum  | Stadtname | Beschreibung | Abbildung |
| --------- | --------- | --- | --------- |
| 1234–1918 | Prag      | Funktion: Residenz der Könige von Böhmen Bauwerke: Prager Burg, Veitsdom, Karlsbrücke, Prager Pulverturm, St. Maria Schnee |           |

### Bestehende Monarchien

#### Spanien
| Zeitraum                  | Stadtname                  | Beschreibung                                                               | Abbildung |
| ------------------------- | -------------------------- | -------------------------------------------------------------------------- | --------- |
| 0756–1031                 | Córdoba                    | Funktion: Hauptstadt des Kalifats von Córdoba                              |           |
| 1023 bis heute            | Sevilla                    | Funktion: Residenz der Abbadiden-Dynastie und später der spanischen Könige |           |
| 13.–15. Jh.               | Segovia                    | Funktion: Residenz der Könige von Kastilien                                |           |
| 1238–1492                 | Granada                    | Funktion: Hauptstadt des Sultanats der Naṣriden                            |           |
| 1469–1561                 | Valladolid                 | Funktion: Residenz der spanischen Könige                                   |           |
| 1563–1861                 | San Lorenzo de El Escorial | Funktion: Residenz der spanischen Könige                                   |           |
| 1561–1600, 1606 bis heute | Madrid                     | Funktion: Residenz der spanischen Könige                                   |           |
| 1720–19. Jh.              | San Ildefonso              | Funktion: Residenz der spanischen Könige                                   |           |

#### Vereinigtes Königreich
| Zeitraum       | Stadtname  | Beschreibung | Abbildung |
| -------------- | ---------- | --- | --------- |
| 0686–1066      | Winchester | Funktion: Hauptstadt des Königreich Wessex und später Englands |           |
| 1066 bis heute | London     | Funktion: Residenz der Könige von England und Großbritanniens erhaltene Gebäude: St James’s Palace (offizielle Residenz seit 1532), Buckingham Palace in London (seit 1837), Tower of London |           |
| 1078 bis heute | Windsor    | Funktion: Sommerresidenz der Könige von England und Großbritanniens |           |
| 1437 bis heute | Edinburgh  | Funktion: Residenz der Könige von Schottland und später Großbritanniens |           |

#### Niederlande
| Zeitraum                  | Stadtname | Beschreibung | Abbildung |
| ------------------------- | --------- | --- | --------- |
| 1248–1806, 1810 bis heute | Den Haag  | Funktion: Hauptstadt der Grafen von Holland, Statthalter Republik der Sieben Vereinigten Provinzen und niederländische Könige     |           |
| 1638 bis heute            | Baarn     | Funktion: Residenz der Statthalter Republik der Sieben Vereinigten Provinzen, Könige von Holland und niederländische Könige       |           |
| 1689–1975                 | Apeldoorn | Funktion: Sommerresidenz der Statthalter Republik der Sieben Vereinigten Provinzen und niederländische Könige                     |           |
| 1806 bis heute            | Amsterdam | Funktion: Residenzstadt der Könige von Holland (1806–1810) und Könige der Vereinigten Niederlande (1815–1839) und der Niederlande |           |

#### Belgien
| Zeitraum       | Stadtname | Beschreibung                                    | Abbildung |
| -------------- | --------- | ----------------------------------------------- | --------- |
| 1830 bis heute | Brüssel   | Funktion: Residenz der Könige der Belgier       |           |
| 1865 bis heute | Ciergnon  | Funktion: Sommerresidenz der Könige der Belgier |           |
| ? bis heute    | Laken     | Funktion: Residenz der Könige der Belgier       |           |

#### Schweden
| Zeitraum       | Stadtname | Beschreibung                                                             | Abbildung |
| -------------- | --------- | ------------------------------------------------------------------------ | --------- |
| 1523 bis heute | Stockholm | Funktion: Residenz der Könige von Schweden Bauwerke: Königliches Schloss |           |

#### Dänemark
| Zeitraum    | Stadtname  | Beschreibung                                                             | Abbildung |
| ----------- | ---------- | ------------------------------------------------------------------------ | --------- |
| ? bis heute | Kopenhagen | Funktion: Residenz der Könige von Dänemark Bauwerke: Schloss Amalienborg |           |

#### Norwegen
- Königliches Schloss in Christiania/Oslo (seit 1905, zuvor Nebenresidenz der Schwedischen Könige)
- Weitere Residenzen: Bygdøy Kongsgård, Stiftsgården, Oscarshall und Skaugum

#### Liechtenstein
- Schloss Vaduz in Vaduz (seit 1939)

#### Luxemburg
- Schloss Berg in Colmar-Berg (mit Unterbrechungen seit 1911)
- Schloss Betzdorf (1953–1964)

#### Monaco
- Fürstenpalast in Monaco-Ville

#### Vatikan
- Apostolischer Palast, offizielle Residenz des Papstes in der Vatikanstadt

#### Montenegro
- Cetinje, die winzige Hauptstadt des Fürstbistums, Fürstentums bzw. Königreiches Montenegro (1878 bis 25. Januar 1916) war königliche Residenzstadt und Thronstadt

## Liste bedeutender Residenzstädte in Afrika

### Ehemalige Monarchien

#### Ägypten
| Zeitraum                   | Stadtname  | Beschreibung                     | Abbildung |
| -------------------------- | ---------- | -------------------------------- | --------- |
| 2135–1985 v. Chr.          | Theben     | Funktion: Residenz der Pharaonen |           |
| 1353–1332 v. Chr.          | Achet-Aton | Funktion: Residenz der Pharaonen |           |
| 1279–1078 v. Chr.          | Pi-Ramesse | Funktion: Residenz der Pharaonen |           |
| 323 v. Chr. bis 30 n. Chr. | Alexandria | Funktion: Residenz der Ptolomäer |           |

#### Äthiopien
- Gonder, Sitz des Negus Negest (1636–1889)
- Addis Abeba, Sitz des Negus Negest (1889–1974)

#### Kongo-Reich
- M’banza Kongo, Residenzstadt des Mani-Kongo

#### Kamerun
- Douala, Residenz des Königshauses Douala-Bell
- Foumban, Sitz des Königs der Bamun

### Bestehende Monarchien

#### Marokko
- Rabat, Residenzstadt der Könige von Marokko (seit 1956)

## Liste bedeutender Residenzstädte in Asien

### Ehemalige Monarchien

#### Königreich Jerusalem
- Jerusalem, Sitz des Königs (1099–1187, 1229–1244)
- Akkon, Kommende und Palast des Großmeisters der Johanniter (1271–1291) und Sitz des Hochmeisters des Deutschen Ordens (1099–1291)

### Bestehende Monarchien

#### Bahrain
- Manama, Residenzstadt des Königs Hamad von Bahrain (seit 2002)

#### Bhutan
- Dechencholing-Palast in Thimpu, Residenz des Königs von Bhutan

#### Brunei
- Palast Istana Nurul Iman in Bandar Seri Begawan, Sitz des Sultans von Brunei

#### Japan
- Kaiserpalast in Tōkyō, Sitz des Tennō (seit 1868)
- Heian-kyō (Kyōto), Sitz des Tennō und kaiserlichen Hofes (794–1868)
- Heijō-kyō (Nara), Sitz des Tennō (710–784)

- Kamakura, Sitz des Kamakura-Shōgunats (1192–1333)
- Muromachi (Kyōto), Sitz des Ashikaga-Shōgunats (1338–1568)
- Edo bzw. (Tōkyō), Sitz des Tokugawa-Shōgunats (1603–1868)

#### Kambodscha
- Königlicher Palast in Phnom Penh, Residenzstadt des Königs Norodom Sihamoni von Kambodscha (wieder seit 2004)

#### Saudi-Arabien
- Riad, Residenzstadt der Könige von Saudi-Arabien (seit 1932)

#### Thailand
- Großer Palast in Bangkok, Residenz der Könige von Thailand (bis 1946)
- Chitralada-Palast in Bangkok, Residenz seit 1946

#### Oman
- Maskat, Residenzstadt der Sultane von Oman (mit Unterbrechungen seit 1779)

## Liste bedeutender Residenzstädte in Ozeanien

### Tonga
- Nukuʻalofa, Residenzstadt der Könige von Tonga (seit 1845)